# Krummes Haus (Bützow)
Das sogenannte Krumme Haus ist ein im 15. Jahrhundert errichtetes Gebäudeensemble der ehemaligen Bischofsburg Bützow. Ursprünglich wurde es als Wirtschaftsgebäude und Pferdestall von Bischof Nikolaus I. Böddeker im Stil der Backsteinromanik errichtet. Heute beherbergt es das historische Stadtarchiv, die Stadtbibliothek, das Heimatmuseum sowie die Dokumentationsstätte zum politischen Missbrauch des Strafvollzugs in Bützow. 

## Geschichte

### 15. Jahrhundert
Als Teil der bischöflichen Niederungsburg wurde das sogenannte Krumme Haus zwischen 1444 und 1457 durch Bischof Nikolaus I. Böddeker als Wirtschaftsgebäude sowie Pferdestall gebaut. An das Gebäude schlossen sich in nördlicher Richtung ein quadratischer Turm mit Schlagglocke und einer Uhrscheibe, dann ein doppeltes Stadttor mit der dazwischen liegenden Gerichtsbrücke und die fortlaufender Burgmauer an. In südlicher Richtung schlossen sich ein Giebelhaus und die wieder fortlaufende Burgmauer an.
Wappen des Nicolaus Böddeker
Am Gebäude der ist bis heute ein Wappenstein an der Nordseite eingemauert, der das Wappen der Familie Böddeker zeigt.

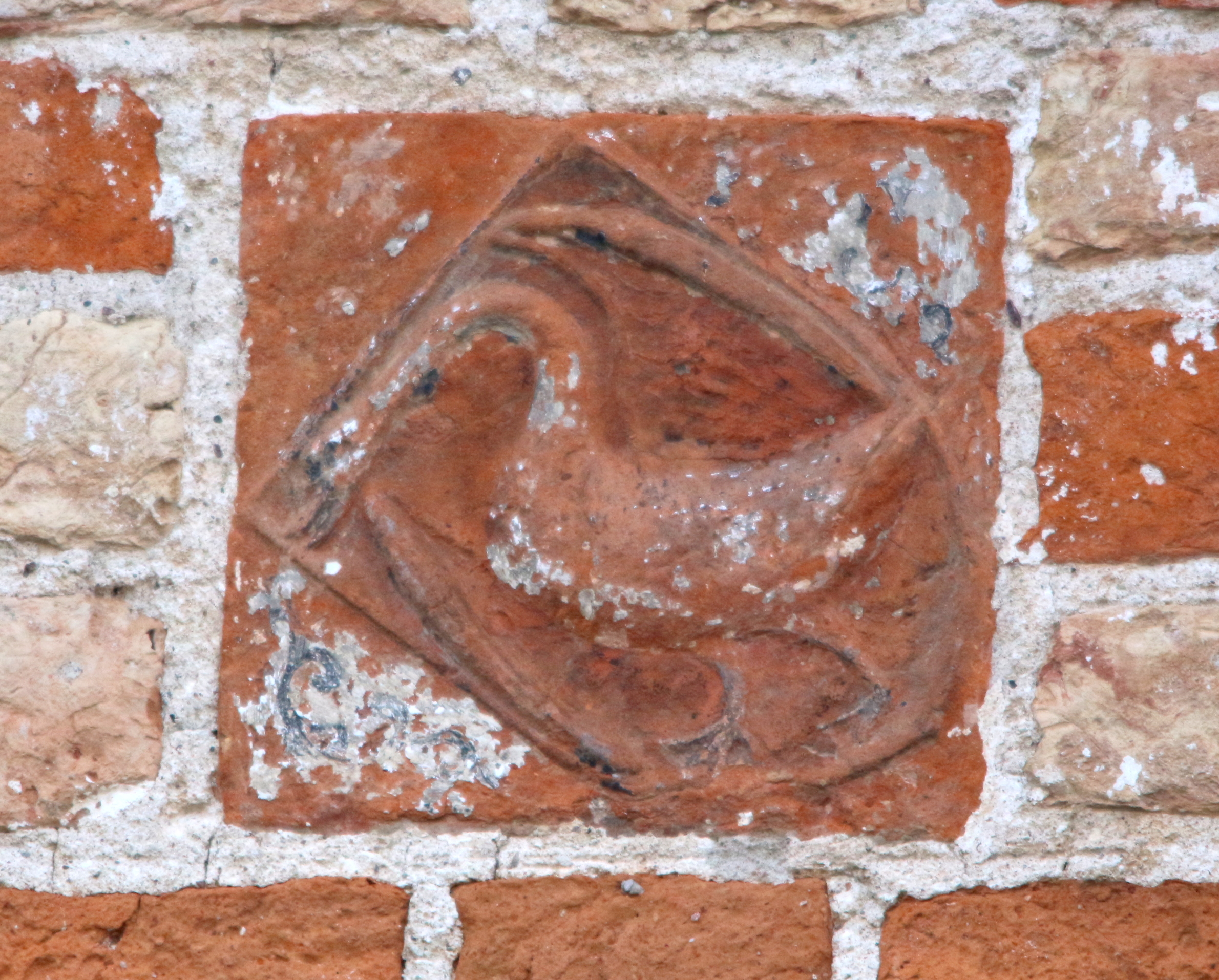
Böddeker’sche Wappen (Schwan im blauen Felde, welcher nach einem Bande schnappt, auf dem das Wort fides[2] zu lesen ist.)

### 18. Jahrhundert
Herzog Friedrich der Fromme ließ das Gebäude im Jahr 1769 für die von ihm gestiftete Bibliothek der Fridericiana zu einer öffentlichen Saalbibliothek mit einer Fläche von 200 m² umbauen. Am 7. November 1772 wurde die Bibliothek feierlich unter der Leitung des Professors und Bibliothekars Oluf Gerhard Tychsen eröffnet. Damit erhielt die erst zwölf Jahre alte Universität Bützow die erste öffentliche Bibliothek Mecklenburgs. Tychsen selbst residierte bis 1789 in diesem Haus. Mit der Verlegung der Universität nach Rostock im Jahr 1789 wurde die Bibliothek Teil der Universitätsbibliothek Rostock.

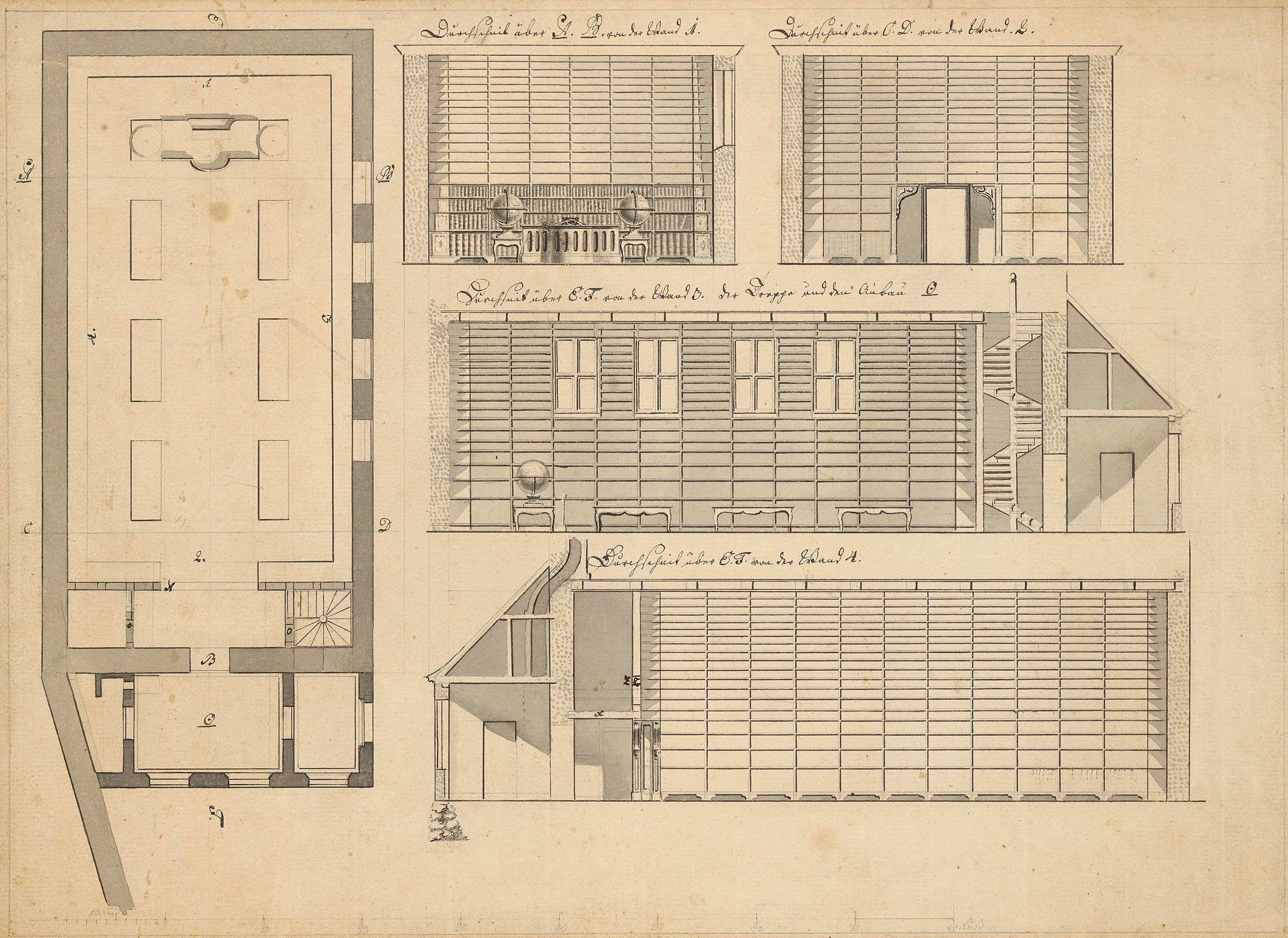
Der historische Entwurf der Bibliothek

### 19. Jahrhundert
Das Krumme Haus wurde erneut umgebaut. Für die Zuchthäuser, das Centralgefängnis und Dreibergen sind sogenannte „Gnadenwohnungen“ entstanden.

### 20. Jahrhundert
Im 20. Jahrhundert ausschließlich für Wohnzwecke genutzt, wurde das Krumme Haus ab 1998 restauriert.

### Heutige Nutzung
Seit Januar 2000 dient es der heutigen Bestimmung. 2003 wurde die Dokumentation zum Politischen Missbrauch des Strafvollzuges eingerichtet.